# Oratorio di San Bernardo (Vezzi Portio, Magnone)
L'oratorio di San Bernardo, sede della omonima Confraternita, è un luogo di culto cattolico situato nella frazione di Magnone nel comune di Vezzi Portio, in provincia di Savona. Si trova a fianco della chiesa del Santissimo Salvatore.

## Storia e descrizione
L'edificio si presenta come una struttura molto semplice, a navata unica con volta molto bassa e presbiterio quadrato. Apparentemente la struttura potrebbe risalire al XV secolo, anche se certamente rimaneggiata nel Settecento, ma non si hanno notizie precise al riguardo. L'interno è illuminato da un unico finestrone in facciata. I crocifissi processionali della confraternita si trovano conservati in chiesa.
L'antichità almeno delle origini dell'edificio e della confraternita sembra che siano corroborate dal fatto che la omonima confraternita di san Bernardo (già attestata nel 1585) della vicina frazione di Portio, abbia avuto origine da uno smembramento di questa originaria confraternita e oratorio di San Bernardo in Magnone.